# Stromaufwärts
Stromaufwärts ist ein Roman der schottischen Autorin Margaret Elphinstone, der 2003 unter dem englischen Titel Voyageurs bei Canongate Books in Edinburgh erschien. Die Übersetzung ins Deutsche erfolgte durch Marion Balkenhol.
In der britischen Kolonie Oberkanada anno 1809 bis 1813: Der junge schottische Pelzhändler Alan Mackenzie wiegelt im Auftrag der Briten die Indianer im Grenzgebiet zu den Vereinigten Staaten zum bewaffneten Kampf gegen die vorrückende US-Army auf. Dafür verpassen die Einheimischen Alan einen Denkzettel: Die Indianer entführen seine junge Frau Rachel. Als sich Alan zwei Jahre nach der Entführung Rachels Aufenthaltsort erneut nähert, wird er sogar durch einen Musketentreffer lebensbedrohlich verletzt.
Der Roman kann auch als Dokumentarbericht gelesen werden: Der junge englische Farmer und Bergführer Mark Greenhow sucht nach seiner verschollenen jüngeren Schwester Rachel. Auf dem fremden nordamerikanischen Kontinent gewinnt Mark die Liebe zweier Frauen. Da er die schöne 14-jährige Waase'aaban („Licht überall“) nicht bekommen kann, führt er die durch Pockennarben verunstaltete Quäkerin Clemency Armitage heim.

## Form
Der Quäker Mark Greenhow aus Mosedale bei Derwentwater im Lake District in Cumberland vertraut seine Geschichte dem Papier an. Margaret Elphinstone erwirbt Anfang des 21. Jahrhunderts Marks Anwesen Highside, findet das Manuskript auf dem Dachboden und tritt als „Herausgeberin“ auf.
Mark, wie sein Schwager Alan 1787 geboren, schreibt im Januar 1840 - also 27 Jahre nach den Ereignissen – an seiner Geschichte. Zu der Zeit ist er verheiratet und Vater von zwei erwachsenen Söhnen. Sein Text ist polyglott. Denn in Quebec und westlich davon – an den Ufern des St.-Lorenz-Stromes sieht sich Mark französischer Bevölkerung gegenüber. Also zitiert er die Franzosen kurzerhand. Mark versieht seine Aufzeichnungen mit zahlreichen (teilweise umfänglichen) Fußnoten. Diese erlauben dem auf die Folter gespannten Leser zur erzählten Zeit (anno 1812) teilweise einen beruhigenden Blick in die fernere Zukunft (von 1814 bis 1840).
Der Erzähler Mark ist fromm. Als Beleg dafür mögen seine Bibelzitate dienen. Aber nicht nur das. Er schreibt zurückhaltend. Der Erzähler ist alles andere als lüstern. Als er z. B. die schöne 14-jährige Waase'aaban verführt,  schreibt er das nicht im Klartext in sein Manuskript, sondern spricht in Rätseln. Der Leser erfährt von dem Faktum erst paarhundert Seiten später, als sich der Quäker Mark Gewissensbisse über sein verwerfliches Tun macht.
Mitunter wird im Text die wörtliche Wiederholung als Stilmittel eingesetzt – zum Beispiel bei der Erwähnung der Kriegsgräuel. Die Indianer, so wird gesagt, folterten ihre Gefangenen.
Über den sehr umfangreichen Text hinweg zeigt die Autorin keinerlei Formschwäche. Nur einmal stutzt der Leser. Als sich drei Männer gegenseitig während des zwangsweisen Überwinterns im zugeschneiten Unterschlupf in der nordamerikanischen Wildnis ihre Lebensgeschichten ausführlichst berichten. Aber genau genommen passen auch diese Passagen in das große Romankonzept.
Die Quelle (deutsche Ausgabe) ist frei von Druckfehlern – bis auf zwei falsche Jahreszahlen auf S. 69 unten.

## Marks Reise zu Rachel
Mark Greenhow verlässt die Bergfarm Highside und sticht im Juli 1811 von Whitehaven aus mit der Brigg Jane in Richtung Neufundland in See. Das Schiff fährt an der Insel Anticosti und am Cape Gaspé vorbei und erreicht Quebec. Auf dem St.-Lorenz-Strom gelangt Mark stromaufwärts nach Montreal.
Die Greenhows sind nicht reich, haben aber doch Vermögen. So tritt Mark in der Fremde nicht als Habenichts auf. Zudem hat er noch ein Empfehlungsschreiben seiner englischen Quäker-Freunde in der Tasche. Auf der Suche nach seinem Schwager Alan Mackenzie gerät Mark zunächst an dessen einflussreichen Verwandten William Mackenzie von der North West Company (Pelzhändler) in Montreal. Wegen des herannahenden Winters ist eine Flussreise zu dem Schwager auf Mackinac Island nicht möglich. Mark überwintert bei Quäkern in Yonge Street. Dorthin gelangt er über Fort William, Lachine, Prescott, Kingston und York. In Yonge Street, im Hause von Clemency, hatten nämlich Marks Tante Judith und die Schwester Rachel gewohnt. Beide Frauen hatten die Absicht, die Einheimischen zum Christentum zu bekehren.. Aber beide sind fort.

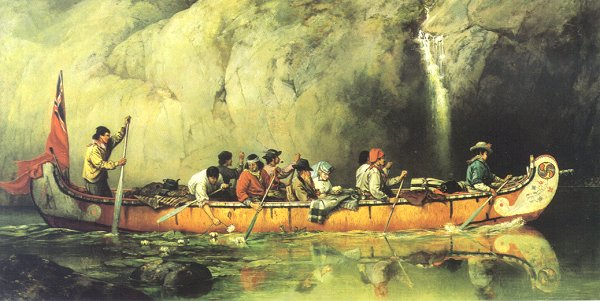
Ost-Kanada: Kanu mit Voyageurs

Im folgenden Frühjahr reist Mark nach Montreal zurück, weil er von dort aus mit dem Handelsvertreter Hugh Chisholm und zwölf Voyageurs - das sind gedungene Kanuten - wieder über Lacine und Fort Williams, sodann über den Fluss Outaouais, den Nippissingsee, dem French River, den Huronsee endlich zum Fluss Sault gelangt. Mark weiß am Sault aus Rachels letztem Brief die Familie Thomas Nolan wohnen. Nolans Frau, eine Indianerin, erzählt, Rachel und ihr Mann Alan hätten sich geliebt. Am anderen Sault-Ufer trifft Mark zufällig auf den ständig umherreisenden Alan. Aus dem Umkreis von Alan erfährt Mark weitere Einzelheiten. Alan und Rachel hatten ein Kind, das früh starb. Und Loic Kerners, das ist Alans Begleiter, war dabei, als Rachel verschwand. Das war auf South Manitou Island im Michigansee. Beide Männer hatten bei anbrechendem Winter nach Rachel gesucht.
Alan hatte Rachel im September 1809 bei den Nolans als Gerechtigkeitsfanatikerin kennengelernt. Beide ließen sich von einem Pater vermählen. Das Kind, nicht lebensfähig, kam bereits im April 1810 zur Welt.
Im Hochsommer machen sich Alan und Mark zusammen mit Loic noch einmal auf die Suche nach South Manitou Island. Dort auf der Insel wird Alan von einem Indianer an der Schulter verwundet und bricht sich bei der Attacke ein Bein. Die drei Männern müssen in der Wildnis überwintern. Im darauf folgenden Frühjahr erfährt Mark von einem der Indianer – Loic dolmetscht – weswegen Alan angeschossen wurde: Alan bringe im Auftrag der Engländer Unheil über die Indianer. Dann folgt die überraschende Wendung im Buch: Mark wird von einer Indianerin durch den auftauenden Wald zu seiner Schwester geführt. Rachel war von ihren Entführern geschwängert worden und hat ein kleines Mädchen. Rachel geht zusammen mit dem Baby mit Mark zu Alan und Loic. Der Voyageur Loic, der von Indianern und Franzosen abstammt, also die Indianer sehr gut kennt, kommentiert für Mark die Zusammenhänge. Rachel wurde nicht Alan zurückgegeben, sondern Mark! Loic wiederholt den Grund, weshalb Rachel seiner Ansicht nach geschwängert wurde: Rachels Mann Alan ist ein Kriegshetzer.

## Fremde und Fremdheit
Nach der glücklichen Rückkehr zu Loics Familie muss Mark einsehen, Alan (der Rachel und ihr indianisches Kind mit offenen Armen aufgenommen hat) kann mit dieser unberechenbaren Frau besser umgehen als er selbst. So unternimmt er nur zwei Versuche, um herauszubekommen, was während und nach der Entführung bei den Indianern mit Rachel geschah. Rachel ist – wie schon als Kind – auch als Erwachsene ungemein trotzig, nach einer kleinen Frage sofort unwillig auffahrend und gar nicht mitteilsam. War nun Rachel von ihren fünf oder sechs indianischen Entführern vergewaltigt worden und lief die Empfängnis ganz anders ab? Mark wird aus Rachels patziger Widerrede nicht klug. Schließlich äußerst Rachel, sie wäre keine Gefangene der Indianer gewesen.
So wie sich die Geschwister fremd bleiben, bleibt auch Mark im Grenzgebiet zwischen Kanada und den USA ein Fremdling, der die Menschen nicht versteht. Er vermag es nicht einmal ansatzweise, sich in die Mentalität der Europäer, die sich mit den Indianern vermischen, geschweige denn in die Indianer hineinzuversetzen. Zwar vermutet er in die richtige Richtung – verschiedene Personen aus dem Umkreis von Alan und Loic wussten über Rachels Schicksal bei den Indianern Bescheid (oder ahnten es zumindest), doch da Mark auf sein insistierendes Befragen hin auf eine Mauer des Schweigens und bestenfalls auf ausweichende Antwort stößt, lässt er Rachel und Alan in Ruhe und kehrt mit Clemency für immer nach Cumberland zurück.
Den Rest der Geschichte erfährt Mark brieflich: Rachel bleibt bei Alan und stirbt 1815 während der Entbindung eines Kindes zusammen mit diesem. Rachels indianische Tochter heiratet 1833. Mark folgt der Einladung zu der Hochzeit nach Übersee nicht.

## Deutsche Ausgaben
- Margaret Elphinstone: Stromaufwärts, List Verlag, Juni 2006, ISBN 3-548-60636-9